# Howie Seago

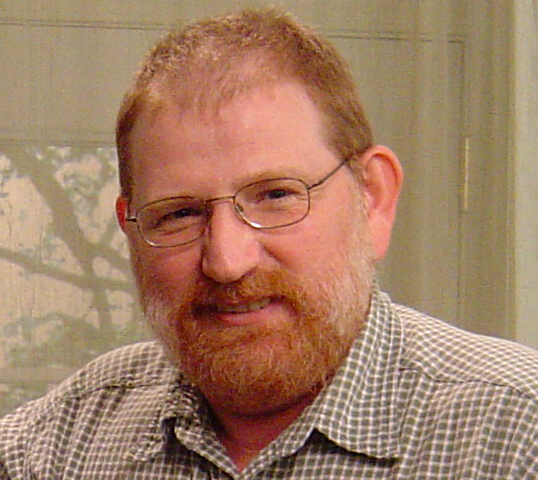
Howie Seago (2006)

Howie Seago (* 5. Dezember 1953 in Seattle, Washington) ist ein US-amerikanischer Schauspieler und Theaterregisseur.

## Leben
Howie Seago ist von Geburt an gehörlos und wuchs ausschließlich lautsprachlich auf, da sein ebenfalls gehörloser Vater ihm das Erlernen der Gebärdensprache verbot. Zur Gebärdensprache kam er erst, als er an der California State University, Northridge, in Los Angeles sein Studium (Psychologie, Theaterwissenschaften) aufnahm und dort in die Theatergruppe eintrat. Später wurde Seago Mitglied im Tourneetheater National Theatre of the Deaf. Dort entdeckte ihn der Regisseur Peter Sellars und engagierte ihn fünf Jahre später für die Hauptrolle in seiner Theaterproduktion Ajax (1986), die Seago über die Landesgrenzen hinaus bekannt machte. Im europäischen Raum erschien er in Rollen in „The Forest“ (Deutschland, 1988), „Die Perser“ (Salzburger Festspiele, Edinburgh Festival, 1993), Stravinskys „Bible Pieces“ (Holland Festival, 1999)  sowie in dem Oscar-nominierten Kinofilm „Jenseits der Stille“ (Deutschland, 1996). In diesem spielt er den Vater eines hörenden Mädchens, das mit gehörlosen Eltern aufwächst. In den USA hatte er weitere Filmrollen, darunter auch in Fernsehserien.
Seago setzt sich für die Anerkennung der Gebärdensprache und für die Kultur der Gehörlosen ein. Auf und an der Bühne arbeitet Seago sowohl mit Gehörlosen als auch mit Hörenden. In Österreich wirkte er als Regisseur für ARBOS – Gesellschaft für Musik und Theater und als Schauspieler bei den Wiener Festwochen. In der Gehörlosen-Gemeinschaft engagiert er sich intensiv als Autor und Lehrer. Bereits Ende der 1970er Jahre arbeitete er mit an der Produktion der Fernsehshow „Rainbow's End“ für gehörlose Kinder. Zehn Jahre lang (1998–2008) managte er das Projekt „Shared Reading Video Outreach Project“ (SRVOP) an der Washington School for the Deaf (WSD), das gehörlose Schüler mittels Videotechnologie in das Kommunikationsnetz der Bildungseinrichtungen im Bundesstaat Washington einbindet.
Seago wurde mehrfach ausgezeichnet, unter anderem mit dem Helen Hayes Award.
Derzeit arbeitet er für das Oregon Shakespeare Festival (OSF) in Ashland, Oregon. Er ist verheiratet und hat zwei Söhne.

## Filmografie
- 1988: Hunter, Episode Death Signs
- 1989: Der Equalizer, Episode Blinde Wut
- 1989: Star Trek: Das nächste Jahrhundert,  Episode Der stumme Vermittler
- 1996: Jenseits der Stille (DEU)
- 2007: A Permanent Grave (USA)
- 2008: The Deaf Man  (Kurzfilm, USA)
- 2009: The Legend of The Mountain Man (USA)

## Veröffentlichungen
Howie Seago: „In einer fremden Welt der Töne“ (englisch: „In an alien world of sound“), Theaterschrift Nr. 4 (1993), S. 142, Herausgeber: Kaaitheater, Hebbel-Theater, Theater am Turm, Felix Meritis, Wiener Festwochen (1992–1998).

## Auszeichnungen
- 1987: Helen Hayes Award für den „Outstanding Actor“
- 1988: DramaLogue Award für „Excellence in Acting“
- Emmy Award für „Excellence in Children's Programming“ (“Rainbow's End”)